# She-Hulk: Attorney at Law
She-Hulk: Attorney at Law è una miniserie televisiva statunitense ideata da Jessica Gao per Disney+ e basata sull'omonimo personaggio di Marvel Comics.
La serie è ambientata nel Marvel Cinematic Universe (MCU), in continuità con i film del franchise, e fa parte della cosiddetta Fase Quattro dell'MCU.  La serie ha ricevuto recensioni tendenzialmente positive dalla critica, con particolare elogio per la performance di Tatiana Maslany nel ruolo di protagonista, ma l'accoglienza del pubblico è stata tiepida e la ricezione degli effetti visivi mista.

## Trama
Jennifer Walters, avvocata alle prime armi, entra per caso in contatto con il sangue del cugino Bruce Banner e acquisisce i suoi stessi poteri che le permettono di trasformarsi nella versione femminile di Hulk pur mantenendo coscienza del suo alter ego. La donna, alla quale per tale ragione sono assegnati casi che coinvolgono superumani, affronta la sua complessa vita da avvocato trentenne single e allo stesso tempo fa i conti con la sua nuova identità.

## Puntate
| nº | Titolo originale                                  | Titolo italiano               | Pubblicazione     |
| -- | ------------------------------------------------- | ----------------------------- | ----------------- |
| 1  | A Normal Amount of Rage                           | Un normale livello di rabbia  | 18 agosto 2022    |
| 2  | Superhuman Law                                    | Super giurisprudenza          | 25 agosto 2022    |
| 3  | The People vs. Emil Blonsky                       | Il popolo contro Emil Blonsky | 1º settembre 2022 |
| 4  | Is This Not Real Magic?                           | Questa non è vera magia?      | 8 settembre 2022  |
| 5  | Mean, Green, and Straight Poured into These Jeans | Verde e single                | 15 settembre 2022 |
| 6  | Just Jen                                          | Jennifer e basta              | 22 settembre 2022 |
| 7  | The Retreat                                       | Il ritiro                     | 29 settembre 2022 |
| 8  | Ribbit and Rip It                                 | Abiti e costumi               | 6 ottobre 2022    |
| 9  | Whose Show Is This?                               | Chi è la protagonista?        | 13 ottobre 2022   |

### Un normale livello di rabbia
- Titolo originale: A Normal Amount of Rage
- Diretta da: Kat Coiro
- Scritta da: Jessica Gao

Trama
Durante un viaggio in auto (raccontato tramite flashback), l'avvocato Jennifer Walters e suo cugino Bruce Banner (in versione umana grazie a un particolare dispositivo) vengono intercettati da un'astronave Sakaariana e si schiantano con la loro auto. Mentre Jennifer tenta di portare in salvo Bruce, il suo sangue viene in contatto con una ferita della donna che, per il momento di stress, si trasforma in una Hulk. Jennifer si ritrova in un bosco dove si trasforma nuovamente a causa di alcuni uomini ma viene bloccata da quello che si rivela essere Banner trasformato. Successivamente, la donna si ritrova nell'abitazione del cugino in Messico e arriva al laboratorio segreto sottostante: qui Banner spiega alla cugina la sua speciale condizione genetica e si offre di aiutarla a controllare i suoi poteri. Jennifer riesce a farlo senza avere in sé il dualismo che contraddistingueva l'Hulk originale di suo cugino. Viene quindi allenata da Bruce a usare i suoi poteri e le sue varie capacità ma, sebbene sia in grado di gestire l'allenamento, la donna esprime dispiacere all'idea di diventare una supereroina e abbandonare la sua vita precedente da avvocata. Jennifer tenta così di andarsene ma viene fermata dal cugino, con cui litiga e lotta. Banner in seguito accetta con riluttanza il desiderio di Walters di tornare alla sua vita normale, lasciandola andare. Tempo dopo, partecipando a un caso giudiziario, Jennifer si scontra con una criminale chiamata Titania ed è così costretta a trasformarsi per sconfiggerla, rivelando al mondo la sua seconda identità. 

### Super giurisprudenza
- Titolo originale: Superhuman Law
- Diretta da: Kat Coiro
- Scritta da: Jessica Gao

Trama
Il giorno dopo la sconfitta di Titania, Jennifer Walters si guadagna la reputazione di nuova supereroina soprannominata "She-Hulk" dal pubblico, con suo grande sgomento. Viene tuttavia licenziata dal suo studio legale per aver perso la causa, dopo che la società rivale Goodman, Lieber, Kurtzberg & Holliway (GLK&H) è riusciata a far invalidare il processo sostenendo che il suo combattimento con Titania abbia influenzato la giuria. Dopo diversi tentativi falliti di trovare un nuovo lavoro, a Jennifer viene offerto (da Holden Holliway) di lavorare alla GLK&H come capo della loro nuova divisione di diritto sovrumano. Jennifer accetta a condizione che assumano anche la sua migliore amica Nikki Ramos come sua assistente legale. Il suo primo giorno, Jennifer scopre che Holliway vuole che lei lavori come She-Hulk a tempo pieno, e il suo primo caso è quello di rappresentare Emil Blonsky per la sua libertà vigilata. Sebbene inizialmente riluttante ad affrontare il caso, a causa del passato tentativo di Blonsky di uccidere Banner, Jennifer accetta di incontrarlo in prigione per ascoltare la sua richiesta. Successivamente contatta Banner e riceve anche la sua benedizione per rappresentare Blonsky, ignara che Banner stia viaggiando nello spazio nell'astronave Sakaariana. Jennifer chiama Holliway per accettare il caso, ma poi viene a sapere da un notiziario di un filmato trapelato di Blonsky che partecipa a un fight club illegale trasformato in Abominio.

### Il popolo contro Emil Blonsky
- Titolo orillegale s. Emil Blonsky
- Diretta da: Kat Coiro
- Scritta da: Francesca Gailes e Jacqueline J. Gailes

Trama
Jennifer chiede spiegazioni a Blonsky dopo averlo visto al notiziario in un combattimento fuori dal carcere, lui spiega di essere stato prelevato dalla sua cella dallo Stregone Supremo Wong che in seguito lo ha riportato in prigione. Mentre Jennifer tenta di contattare Wong in modo che possa chiarire la situazione, la notizia della sua nomina a avvocato di Blonsky suscita polemiche pubbliche. Intanto, Dennis Bukowski, ex collega di Jennifer, si rivolge allo studio di Walters per un caso che coinvolge la sua ex ragazza Runa: un'elfa della luce mutaforma di New Asgard, che lo ha truffato impersonando Megan Thee Stallion; il caso viene assegnato al suo collega Pug. Wong incontra Jennifer e conferma che ciò che le ha raccontato Blonsky è vero, spiegando che il loro match faceva parte del suo addestramento per diventare lo Stregone Supremo, e che lo ha riportato in prigione su richiesta dello stesso Blonsky. Wong appare anche come testimone all'udienza sulla libertà vigilata di Blonsky, mentre Blonsky dimostra che ora ha il pieno controllo delle sue trasformazioni in Abominio. Jennifer aiuta Pug a vincere la sua causa e Blonsky viene rilasciato sulla parola, pur venendogli proibito di trasformarsi di nuovo. Nei panni di She-Hulk, Jennifer rilascia un'intervista televisiva per raccontare la sua storia e in seguito viene attaccata da quattro uomini armati di attrezzatura da costruzione asgardiana; i quattro tentano di rubare un campione del suo sangue.

### Questa non è vera magia?
- Titolo originale: Is This Not Real Magic?
- Diretta da: Kat Coiro
- Scritta da: Melissa Hunter

Trama
Donny Blaze, un mago che è stato espulso da Kamar-Taj per uso non etico dei suoi poteri, manda un membro del pubblico di nome Madisynn in un'altra dimensione, dove fa un patto con un demone prima di essere trasportata da Wong a Kamar-Taj. Wong contatta Jennifer e le chiede aiuto per fare di Blaze un esempio in modo che persone come lui non possano abusare delle arti mistiche, quindi avvia una causa legale contro di lui. Nel frattempo, Jennifer crea un profilo su una app di appuntamenti nella speranza di espandere la sua vita sociale, ma ha scarso successo finché non lo cambia in un profilo per She-Hulk. Blaze scatena accidentalmente uno sciame di demoni in uno dei suoi spettacoli, ma Wong e Jennifer sono in grado di respingerere le creature, per poi minacciare di diffidare Blaze. Il giorno successivo, Jennifer scopre che Titania è stata liberata e sta intentando una causa contro di lei, avendo registrato il nome "She-Hulk".

### Verde e single
- Titolo originale: Mean, Green, and Straight Poured into These Jeans
- Diretta da: Anu Valia
- Scritta da: Dana Schwartz

Trama
Titania ha registrato il nome "She-Hulk" per una nuova linea di prodotti di bellezza, che fa innervosire Jennifer Walters. Holliway avverte Jennifer che deve affrontare rapidamente la situazione e assegna Mallory Book come suo avvocato per il caso. Nikki e Pug escogitano un piano per acquisire un vestito da supereroina per Jennifer da Luke Jacobson, un sarto altamente esclusivo, mentre Mallory e Jennifer decidono di contrastare Titania nella speranza di riguadagnare il marchio She-Hulk, ma il caso viene aggiornato. Jennifer è infastidita nello scoprire che Todd, conosciuto in uno dei suoi molti appuntamenti senza successo, è anche un cliente della sua azienda: questo le ricorda che sull'app degli appuntamenti lei si è registrata come She-Hulk, e questo la potrà aiutare con la causa. Grazie alle testimonianze dei suoi appuntamenti passati, Jennifer vince la causa e la giudice ordina a Titania di ritirare i suoi prodotti cosmetici dal mercato; dopo aver offerto da bere a Mallory, Jennifer torna dallo stilista Luke che le consegna i vestiti; mentre li prova Luke sposta una cappelliera con all'interno l'elmo di Daredevil.

### Jennifer e basta
- Titolo originale: Just Jen
- Diretta da: Anu Valia
- Scritta da: Kara Brown

Trama
Jennifer viene invitata come damigella d'onore al matrimonio della sua amica del liceo Lulu. Quando arriva al ricevimento, tuttavia, è sorpresa nello scoprire sia che Lulu vuole che si presenti come sé stessa invece che nella sua forma di She-Hulk, sia i numerosi doveri pre-matrimonio. Inoltre, le cose si complicano quando Titania si presenta al ricevimento, dato che sta uscendo con uno dei testimoni dello sposo. Jennifer conosce quindi Josh, un amico dello sposo, venendo affrontata successivamente da Titania, che le chiede di combattere. Jennifer si trasforma quindi in She-Hulk e combatte brevemente con lei, fino a quando Titania non perde un dente e se ne va arrabbiata. Nel frattempo, Nikki e Mallory lavorano a un caso di divorzio per un individuo sovrumano noto come "Mr. Immortal", che è uscito da otto matrimoni precedenti fingendo ripetutamente la propria morte; il caso diventa più difficile quando le precedenti mogli di Mr. Immortal intentano una causa contro di lui dopo aver scoperto il suo segreto grazie a un video online che mostra una delle sue finte morti. Nikki è in grado di risolvere il caso aiutando tutte le mogli tramite degli accordi di compensazione. Mentre lei e Mallory discutono delle conseguenze del caso, scoprono una bacheca su un sito chiamato Hulkking che contiene numerose minacce di morte rivolte a She-Hulk, mentre un gruppo di scienziati prepara delle nuove siringhe per rubare il sangue a She-Hulk.

### Il ritiro
- Titolo originale: The Retreat
- Diretta da: Anu Valia
- Scritta da: Zeb Wells

Trama
Jennifer inizia a vedersi sempre più di frequente con Josh e dopo aver passato una notte insieme, lui svanisce nel nulla. Cresce l'ossessione nell'aspettare un messaggio che non arriva; qualche giorno dopo riceve una chiamata dall'ufficiale per la libertà vigilata di Emil Blonsky che la informa che l'inibitore che gli impedisce di trasformarsi in Abominio è guasto e le chiede di andare con lui a controllarlo al suo ritiro di meditazione. Quando arrivano al ritiro appurano il guasto e Chuck lo sistema; al momento di andarsene però Man-Bull ed Aguila distruggono accidentalmente la sua vettura, costringendoli a rimanere lì fino a quando non arriverà il carro attrezzi. L'intera proprietà su cui sorge il ritiro è sprovvista di internet e copertura cellulare, così Jennifer cerca in ogni angolo un po' di segnale trovandolo in una struttura dove si sta tenendo una sessione di terapia di gruppo con Emil Blonsky, Man-Bull, Aguila, Porcospino, Saracen e Demolitore, della Squadra Distruttrice. Lei decide di assistere e partecipare alla terapia, e il gruppo la convince a cancellare il numero di Josh dal suo telefono e lasciarlo perdere, al di là dei suoi sentimenti nei suoi confronti. Mentre Jen lascia il ritiro, grazie ad un flashback scopre che dopo aver dormito insieme a Josh, lui le aveva clonato il telefono e segretamente rubato un campione del suo sangue per conto di "HulkKing".

### Abiti e costumi
- Titolo originale: Ribbit and Rip It
- Diretta da: Kat Coiro
- Scritta da: Cody Ziglar

Trama
Jennifer affronta un nuovo caso come rappresentante di Eugene Patilio / Leap-Frog, il quale vuole citare in giudizio lo stilista Luke Jacobson per avergli fornito un costume da supereroe difettoso. Jennifer cerca di parlare con Luke, ma quest'ultimo diventa ostile nei suoi confronti per la mancanza di fiducia che ha nel suo lavoro, e strappa l'abito da sera che stava creando per una serata di gala di avvocati. In tribunale lo stilista si fa difendere da Matt Murdock, il quale vince la causa quando Eugene confessa inavvertitamente di non aver seguito le istruzioni di Luke per l'utilizzo della tuta. Successivamente, Jennifer e Matt fanno amicizia in un bar. Quella stessa sera, Eugene chiama Jennifer, in quanto perseguitato da un misterioso aggressore. Jennifer dunque interviene nei panni di She-Hulk, indossando il costume da supereroina creato da Luke e combatte l'aggressore, che si rivela essere Matt nella sua identità da vigilante, Daredevil. Daredevil rivela a She-Hulk che in realtà Eugene ha rapito Luke per costringerlo a fargli un nuovo costume, e quindi i due supereroi lavorano insieme per salvare lo stilista, sconfiggendo gli scagnozzi di Eugene. Dopodiché, Jennifer e Matt trascorrono una notte di passione prima che lui torni a New York. Il giorno seguente, Jennifer partecipa a una serata di gala dove riceve il premio "avvocatessa dell'anno", ma la celebrazione viene interrotta da alcuni individui sconosciuti che umiliano She-Hulk, pubblicando un video in cui vengono rivelate tutte le informazioni personali della donna, inclusa la sua relazione con Josh. Jennifer pertanto perde il controllo e distrugge il palco, per poi accanirsi su uno dei diffamatori e venire fermata dagli agenti della Damage Control.

### Chi è la protagonista?
- Titolo originale: Whose Show Is This?
- Diretta da: Kat Coiro
- Scritta da: Jessica Gao

Trama
Jennifer viene rilasciata dalla custodia del DODC, ma è costretta a indossare un inibitore che le impedisce di trasformarsi, perdendo anche il lavoro alla GLK&H. La donna, tornata a casa dai suoi genitori, decide quindi di andare al ritiro di Emil Blonsky per chiedergli consiglio, dopo aver fallito nel raccogliere informazioni su Intelligencia ed il suo capo HulkKing. Nikki nel mentre riceve con successo un invito da HulkKing a partecipare ad un incontro privato, chiedendo a Pug di infiltrarsi al posto suo. Pug dunque partecipa al raduno, che si svolge nel ritiro di Emil Blonsky, e scopre che Todd è HulkKing. Jennifer, anch’essa sul posto, si imbatte suo malgrado nel raduno, dove Emil è presente nella sua forma di Abominio, agendo come un oratore motivazionale senza alcuna conoscenza dei veri obiettivi di Intelligencia. Jennifer quindi affronta Todd, che si inietta il suo sangue e si trasforma in un Hulk. Segue quindi una rissa caotica, poiché anche Titania e Smart Hulk si uniscono inaspettatamente allo scontro. Confusa da ciò che sta accadendo nella scena, Jennifer rompe la quarta parete di Disney+ e si confronta con gli autori dello spettacolo, senza ottenere una riscrittura. Decisa a cambiare la trama, la donna incontra quindi K.E.V.I.N., un'Intelligenza Artificiale responsabile di tutte le decisioni di trama nel Marvel Cinematic Universe. Dopo una discussione, Jennifer lo convince a riscrivere il finale dell'episodio, con l’I.A. che accetta con riluttanza, eliminando i superpoteri di Todd e la presenza di Bruce e facendo intervenire all’ultimo anche Daredevil. Tornata nello show, Jennifer scopre quindi che Titania ha sconfitto i membri dell'Intelligencia, mentre Todd e Blonsky sono stati arrestati. Jennifer quindi torna a casa per festeggiare con la sua famiglia, insieme a Matt. Anche Bruce, tornato sulla terra da Sakaar, giunge sul posto e presenta alla famiglia suo figlio, Skaar. Qualche tempo dopo, avendo riguadagnato il suo lavoro, Jennifer assiste alla sua causa in tribunale contro Todd, giurando di continuare il suo lavoro sia come avvocata che come supereroina.
In una scena dopo i titoli di coda, Wong fa evadere Blonsky dalla sua cella per portarlo a Kamar-Taj.

## Personaggi e interpreti
- Jennifer Walters / She-Hulk, interpretata da Tatiana Maslany.
È una giovane avvocatessa specializzata nei casi legali di orientamento sovrumano e può trasformarsi in She-Hulk, una versione grande, potente e verde di se stessa, simile a suo cugino Bruce Banner.
- Mary MacPherran / Titania, interpretata da Jameela Jamil.
È una nemica di She-Hulk dotata di forza sovrumana.
- Nikki Ramos, interpretata da Ginger Gonzaga.
È è la migliore amica e assistente di Jennifer.
- Bruce Banner / Smart Hulk, interpretato da Mark Ruffalo.
È il cugino di Jennifer. L'attore Mark Ruffalo riprende il ruolo dopo il cameo nella prima post-credit di Shang-Chi e la leggenda dei Dieci Anelli.
- Augustus "Pug" Pugliese, interpretato da Josh Segarra.
È un collega di Jennifer e Nikki alla GLK&H.
- Morris Walters, interpretato da Mark Linn-Baker.
È il padre di Jennifer.
- Elaine Walters, interpretata da Tess Malis Kincaid.
È la madre di Jennifer .
- Emil Blonsky / Abominio, interpretato da Tim Roth.
È un ex ufficiale di origine russa nei Royal Marines Commandos del Regno Unito che ha combinato il siero del super soldato e i raggi gamma per trasformarsi in un mostro umanoide più potente di Hulk. Il personaggio di Abominio ha avuto una breve apparizione anche in Shang-Chi e la leggenda dei Dieci Anelli. Tim roth riprende il ruolo dal film L'incredibile Hulk.
- Wong, interpretato da Benedict Wong.
È un Maestro delle Arti Mistiche. L'attore Benedict Wong riprende il ruolo dal film Doctor Strange nel Multiverso della Follia.
- Mallory Book, interpretata da Renée Elise Goldsberry.
È un'avvocatessa che lavora alla GLK&H.
- Todd Phelps / HulkKing, interpretato da Jon Bass.
È un potenziale pretendente di Jennifer.
- Donny Blaze, interpretato da Rhys Coiro.
È un mago ed ex studente delle Arti Mistiche.
- Lulu, interpretata da Patti Harrison.
È una vecchia amica di Jennifer.
- Matt Murdock / Daredevil, interpretato da Charlie Cox.
È un avvocato non vedente con il potere di avere gli altri sensi incredibilmente sviluppati permettendogli così di interagire con l’ambiente circostante.

Fanno parte del cast anche Drew Matthes nel ruolo di Dennis Bukoski, Steve Coulter nel ruolo di Holden Holliway, Nicholas Cirillo nel ruolo di Ched e Patty Guggenheim nel ruolo di Madisynn King. Inoltre, Brandon Stanley interpreta Eugene Patilio / Leap-Frog. David Otunga appare nel ruolo di Derek, David Pasquesi interpreta Mr. Immortal, Nick Gomez e Justin Eaton interpretano rispettivamente Demolitore e Thunderball, membri della Squadra distruttrice, Nate Hurd interpreta Man-Bull, Joseph Castillo-Midyett interpreta Aguila, Jordan Aaron Ford interpreta Porcospino, Terrence Clowe interpreta Saracen e Wil Deusner interpreta Skaar. Megan Thee Stallion appare in un cameo nei panni di se stessa nel terzo episodio.

## Produzione

### Sviluppo
A settembre 2018, i Marvel Studios stavano sviluppando diverse serie per il servizio di streaming Disney della sua casa madre, Disney+, incentrato sui personaggi secondari dei film del Marvel Cinematic Universe che non avevano recitato nei film precedenti. Gli attori che hanno interpretato i vari personaggi nei film precedenti dovevano riprendere i loro ruoli per la serie. Ci si aspettava che la serie fosse composta da 6-8 episodi ciascuno e che avesse un "budget considerevole in concorrenza con quelli di una grande produzione in studio". La serie sarebbe stata prodotta dai Marvel Studios piuttosto che dalla Marvel Television, che ha prodotto precedenti serie televisive dell'MCU. Si riteneva che il presidente dei Marvel Studios Kevin Feige stesse assumendo un "ruolo pratico" nello sviluppo di ogni serie, concentrandosi sulla "continuità della storia" con i film e sul "trattamento" degli attori che avrebbero ripreso i loro ruoli dalle pellicole precedenti. La serie è stata annunciata ufficialmente al D23 Expo 2019. Nel settembre 2020 Kat Coiro è stata assunta per dirigere qualche episodio (fra i quali, l'episodio pilota).

### Sceneggiatura
La sceneggiatura è stata scritta da Dana Schwartz, Melissa Hunter, Cody Ziglar e Zeb Wells. Il 5 maggio 2020 Dana Schwartz ha annunciato su Twitter che la sceneggiatura della serie è stata ultimata.

### Casting
Il 1º marzo 2020 Mark Ruffalo ha dichiarato di essere in trattativa con i Marvel Studios per entrare a far parte del cast della serie. Il 17 aprile dello stesso anno è stato annunciato che il ruolo della protagonista è stato affidato a Tatiana Maslany. A gennaio 2021, Ginger Gonzaga è stata assunta per interpretare la migliore amica di Jennifer Walters e Renée Elise Goldsberry come Amelia ad aprile dello stesso anno. A giugno sono entrate nel cast anche Anais Almonte e Jameela Jamil nei panni di Titania.

### Riprese
Le riprese sarebbero dovute cominciare inizialmente a luglio 2020 ad Atlanta, col titolo provvisorio Libra, ma a marzo dello stesso anno è stato annunciato che sarebbero dovute cominciare a novembre. Il 23 marzo 2021 Kat Coiro ha annunciato tramite i suoi profili social l'inizio ufficiale delle riprese, che si sono concluse ufficialmente il 20 agosto dello stesso anno.

## Promozione
Il 12 novembre 2021, durante il Disney+ Day, è stato pubblicato il teaser ufficiale della serie. Il 17 maggio 2022 viene pubblicato il primo trailer. Il secondo trailer è stato pubblicato il 24 luglio dello stesso anno.
Il 10 agosto 2022 sulla piattaforma Disney+ è stato pubblicato un episodio di Marvel Studios: Legends contenente delle clip che riassumono la storia di Bruce Banner nei precedenti film.

## Distribuzione
She-Hulk: Attorney at Law è stata distribuita su Disney+ dal 18 agosto 2022 al 13 ottobre 2022.

## Accoglienza
La serie ha ricevuto recensioni perlopiù positive dalla critica ma negative dal pubblico, soprattutto per la CGI poco realistica e l'eccessivo approccio camp.
Sin dall'annuncio della serie nel 2019, il producer Kevin Feige aveva dichiarato che She-Hulk sarebbe stata una serie introduttiva, e che il personaggio sarebbe ricomparso nei progetti futuri del MCU. Tuttavia, dopo la tiepida ricezione del pubblico e 
lo sforamento del budget, l'azienda statunitense sarebbe tornata sui suoi passi e avrebbe riconsiderato la scelta. La stessa Maslany ha dichiarato durante una live su Twitch: "Non credo che faremo la seconda stagione".